# Ángel Matanzo
Ángel Matanzo España (Madrid, c. 1937-Pozuelo de Alarcón, 5 de marzo de 2017) fue un político y carnicero español, concejal del Ayuntamiento de Madrid entre 1983 y 1995.

## Biografía
Nacido en Madrid hacia 1937, en el seno de una familia humilde, hijo de un carnicero y una verdulera, regentó una carnicería. Militante en Alianza Popular desde 1977 y concejal en el Ayuntamiento de Madrid desde las elecciones de 1983, tras la moción de censura a Juan Barranco en 1989 que puso en la alcaldía a Agustín Rodríguez Sahagún se convirtió en concejal responsable del Distrito Centro, donde a lo largo de un mandato controvertido, se hizo singularmente conocido por sus medidas autoritarias; cerró numerosos locales y emprendió razzias contra la venta callejera.
Fue apartado de la junta de gobierno municipal por José María Álvarez del Manzano en 1993 tras un enfrentamiento con el concejal responsable de cultura Pedro Ortiz, por decretar Matanzo el cierre del Teatro Alfil, local donde se interpretaba una obra teatral, Cabaret Castizo, desde el 5 de enero, donde se le parodiaba; la obra, de Eduardo Fuentes, estaba protagonizada por tres personajes: un oso parlante, un madroño, y un sheriff, interpretado el último por Chete Lera y que caricaturizaba a Matanzo. Fue relevado como responsable del distrito Centro por María Antonia Suárez. Tras dos años en el ostracismo, en los que se le llegó a asignar el cargo de «asesor de abastos» del alcalde, abandonó la militancia en el Partido Popular en 1995.
Se embarcaría a partir de entonces en diferentes iniciativas políticas: en 1995 se incorporó a la Plataforma de los Independientes de España (PIE) del doctor Alfonso Cabeza como número 1 de lista para las elecciones municipales de mayo de dicho año. En 1997 se convirtió en miembro del consejo nacional del PADE liderado por el también antiguo militante popular Juan Ramón Calero. En las municipales de 1999 encabezaría la candidatura de la ultraderechista Alianza por la Unidad Nacional, fundada por Ricardo Sáenz de Ynestrillas.
Falleció el 5 de marzo de 2017 en Pozuelo de Alarcón.

## Matanzo en la literatura
El concejal Matanzo aparece mencionado por uno de los personas de la novela Historias del Kronen, que hace alusión a la dificultad para conseguir droga: «ahora que están las cosas muy chungas, sobre todo desde que está el Matanzo... Cada vez somos más europeos...».